# Begonia pulchella
Espèce
Synonymes
- Begonia cylindricaulis Brade[1]
- Begonia similis Brade[1]
- Riessia pulchella (Raddi) Klotzsch[1]

Begonia pulchella est une espèce de plantes de la famille des Begoniaceae. Ce bégonia est originaire du Brésil. L'espèce fait partie de la section Pritzelia. Elle a été décrite en 1820 par Giuseppe Raddi (1770-1829). L'épithète spécifique pulchella signifie « joli, beau ».

## Répartition géographique
Cette espèce est originaire du pays suivant : Brésil.